# 帆布

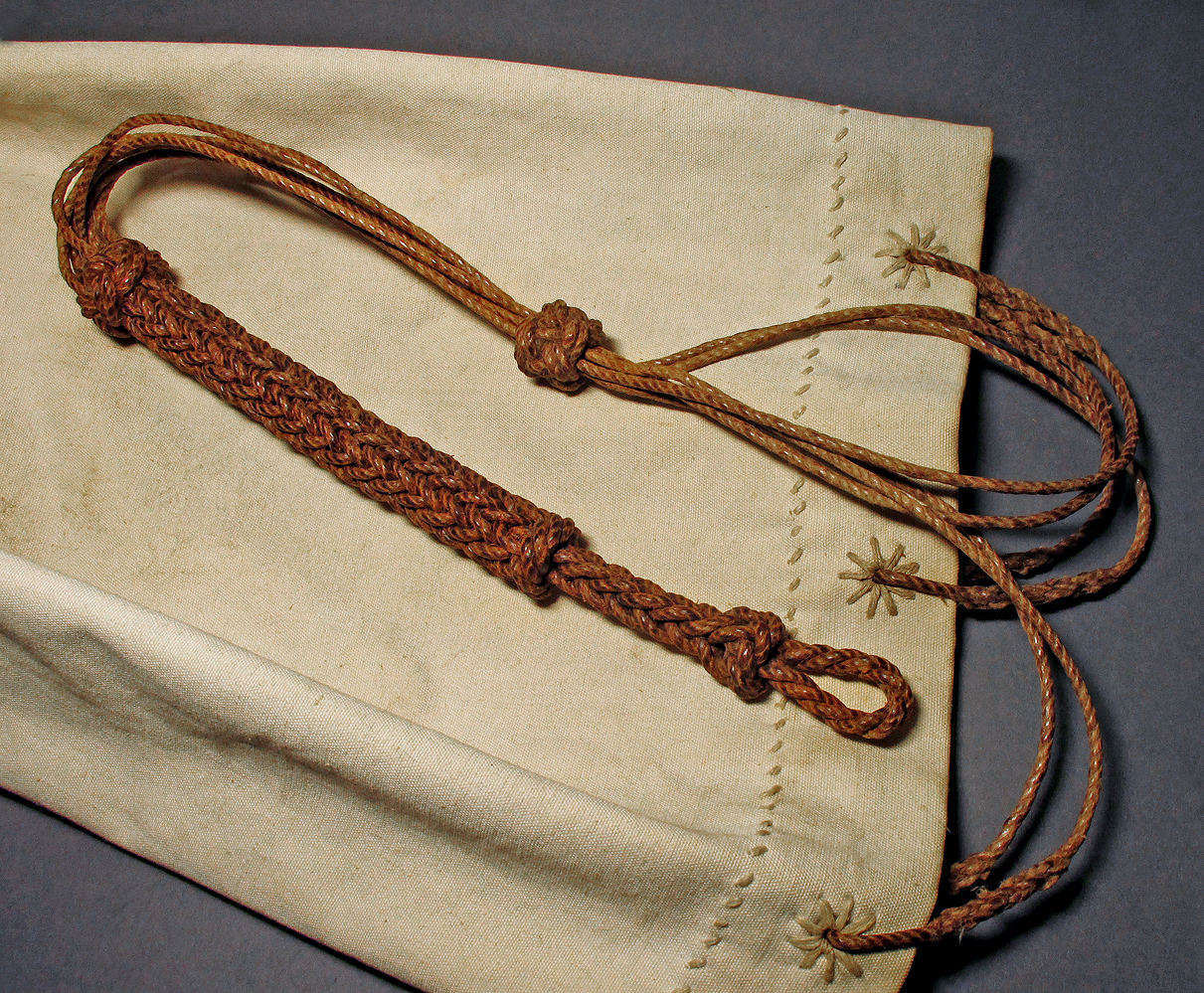
帆布包（水手包）

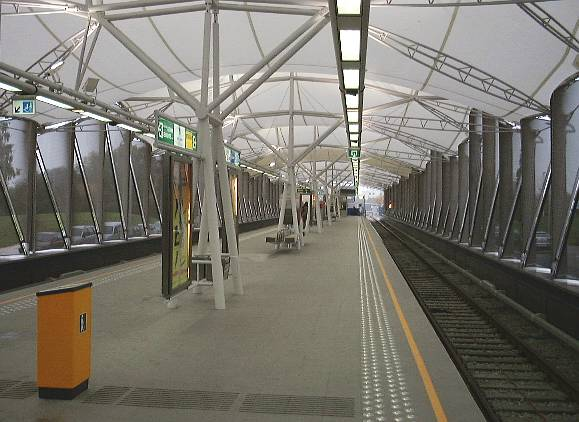
布鲁塞尔地铁伊拉斯谟站的帆布顶棚

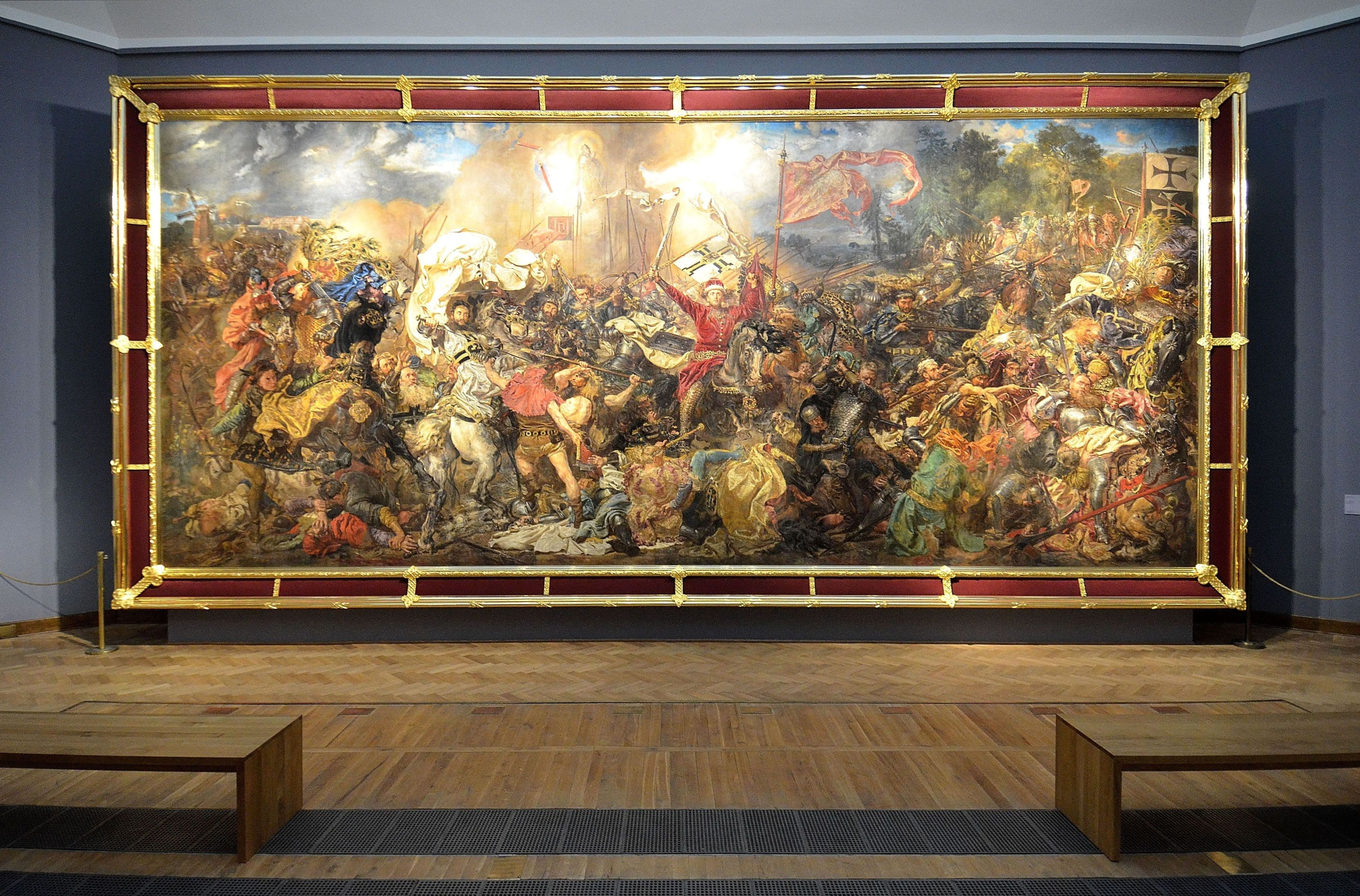
華沙國家博物館中展示的波兰最大的油画之一《格伦瓦尔德战役 (油画)》（1878年扬·马泰伊科创作，426厘米×987厘米）

帆布是一种极其耐用的平織织物，因最早用于制作船帆而得名。帆布质地厚实，具有韌性，坚硬耐磨，具备良好的防水性能。主要用途为制作帐篷、劳动保护服装、鞋、背包等，世界上第一条牛仔裤即以帆布缝制。它亦可用於製造馬閘床和擔架床等。
印刷业中亦有帆布印刷。此外帆布也是繪畫油畫所用的畫布。
现代帆布通常由棉或麻纤维制造，有时也由聚氯乙烯（PVC）制造。它与其他厚重的棉织物（例如牛仔布）的不同之处在于它是平织而不是斜织。

## 名称
帆布的英语名称一词来源于13世纪的盎格鲁-诺曼语“canevaz”和古法語“canevas”。两者都可能是通俗拉丁语的衍生词，意为“由大麻制成”，源自希腊语（大麻）。
因为帆布也广泛用于繪畫油畫的畫布，所以在很多语言中“画布”和“帆布”是同一个词，如英语，西班牙语。

## 用作画布

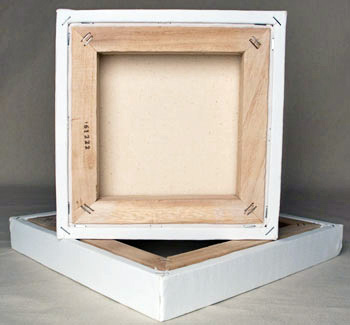
木制框架上的画布

帆布取代了木板成为油画最常见的支撑媒介物。它从14世纪开始在意大利使用，但很少使用。在帆布上作画的现存最早的油画之一是柏林画廊博物馆中的1410年左右创作的法国《麦当娜与天使》。约1470年保羅·烏切洛的画作《圣乔治与龙》和1480年代桑德罗·波提切利的画作《維納斯的誕生》中使用了帆布，在这个时期仍然不寻常。乡间别墅的大型画作显然更有可能出现在帆布上，并且可能不太可能留存下来。它比板面油画便宜很多，有时可能表明一幅画被认为不那么重要。在《圣乔治与龙》中，盔甲没有像他的其他画作那样使用银叶（用银叶可以使颜色保持不变）。
直到16世纪的意大利和17世纪的北欧，板面油画仍然更为普遍。曼特尼亚和威尼斯艺术家引领了变革；威尼斯风帆帆布随手可得，被认为是最好的品质。

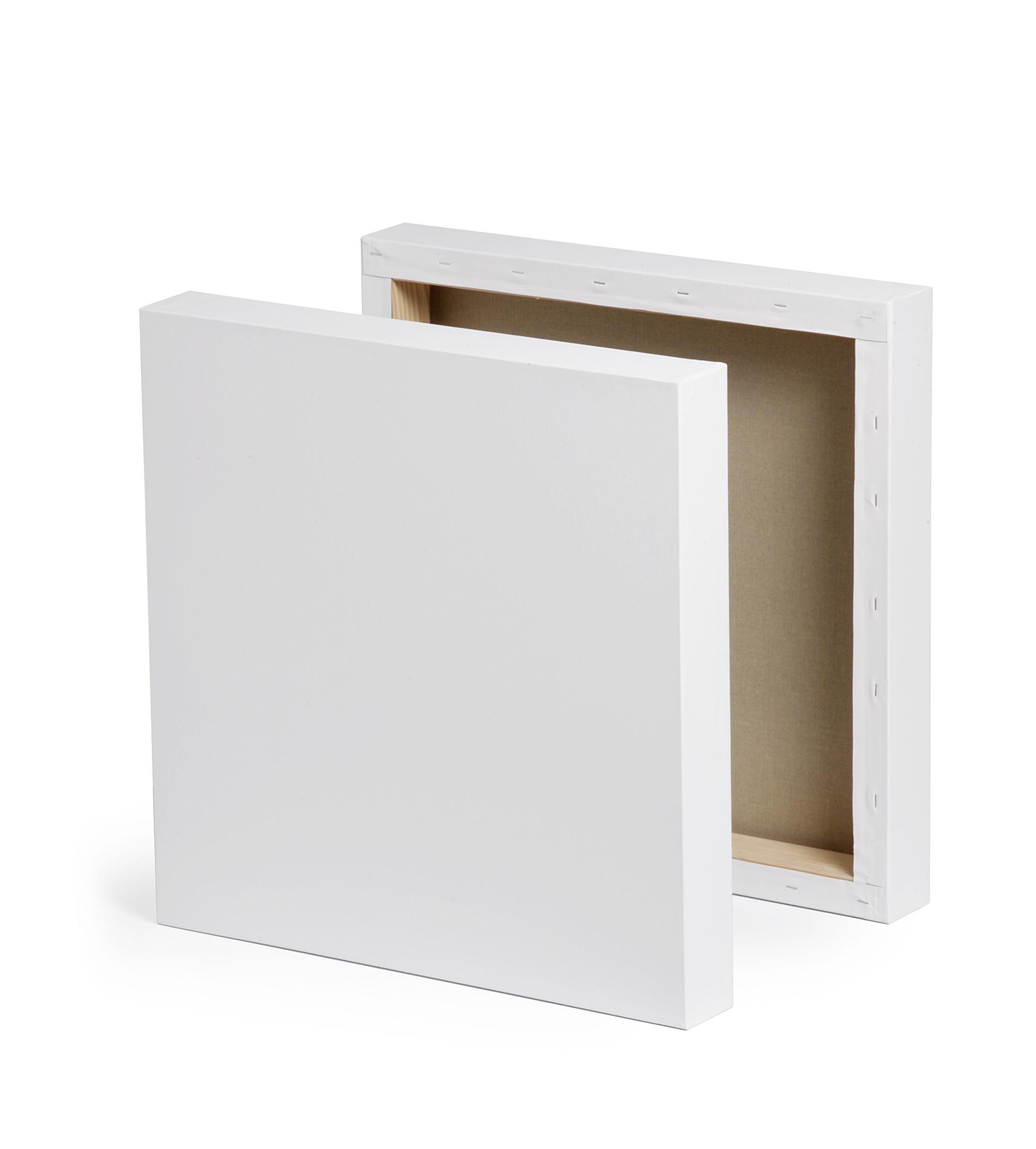
帆布画布在木制框架上拉伸

帆布通常在木制框架上拉伸，并可能在使用之前涂上石膏底料，以防止油漆与帆布纤维直接接触，而最终导致帆布腐烂。一种传统且柔韧的粉笔石膏由碳酸铅和亚麻籽油组成，涂在兔皮胶底面上；使用钛白颜料和碳酸钙的变体相当脆且容易开裂。由于含铅涂料有毒，使用时必须小心。各种替代的和更灵活的帆布底漆在市场上有售，最流行的是与热塑性乳液结合的由二氧化钛和碳酸钙组成的合成乳胶漆。

## 參看
- 布膠帶